# Tuiu
Koordinaten: 58° 30′ N, 22° 22′ O

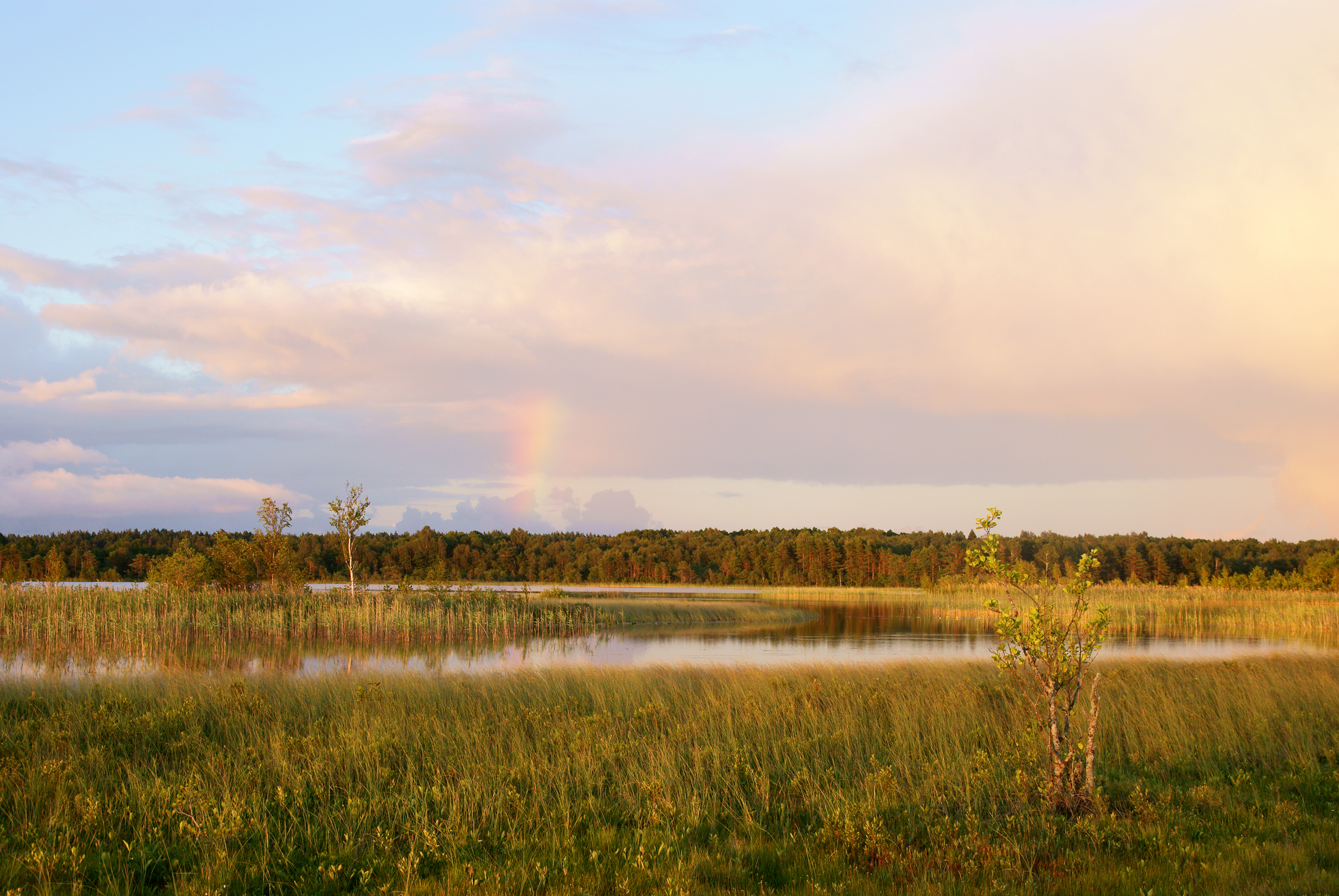
Der Järise-See

Tuiu (deutsch Tuijo) ist ein Dorf (estnisch küla) auf der größten estnischen Insel Saaremaa. Es gehört zur Landgemeinde Saaremaa (bis 2017: Landgemeinde Mustjala) im Kreis Saare.

## Einwohnerschaft und Lage
Das Dorf hat drei Einwohner (Stand 31. Dezember 2011). Es liegt 28 Kilometer nordwestlich der Inselhauptstadt Kuressaare.
Östlich des Dorfkerns liegt der 96,4 Hektar große See Järise järv.

## Archäologie
In Tuiu befand sich eines der größten vorchristlichen und mittelalterlichen Zentren der Eisenherstellung auf dem Gebiet des heutigen Estland. Archäologen haben die Umgebung seit 1963 wissenschaftlich erforscht. Sie konnten dabei Spuren der damaligen Schmelzöfen und Schmieden nachweisen. Vermutlich stand die Eisenherstellung im Zusammenhang mit der nahegelegenen Burg von Paatsa, wo ebenfalls Überreste einer Schmiede freigelegt wurden.